# Teenage Mutant Ninja Turtles: Mutants Unleashed
Teenage Mutant Ninja Turtles: Mutants Unleashed (с англ. — «Черепашки-ниндзя: Мутанты на свободе») — компьютерная игра в жанрах beat ’em up и платформер, разработанная студией A Heartful of Games и издаваемая компанией Outright Games. Сюжет разворачивается во вселенной полнометражного мультфильма «Черепашки-ниндзя: Погром мутантов» (2023) через некоторое время после его событий. Черепахи, которые наконец достигли своей мечты быть принятыми обществом и начали ходить в школу, противостоят новой волне мутантов, бесчинствующих на улицах Нью-Йорка.
Mutants Unleashed — игра с видом от третьего лица. Игрок управляет четырьмя черепахами — Леонардо, Рафаэлем, Донателло и Микеланджело. Игра поддерживает как однопользовательский, так и локальный кооперативный многопользовательский режим для двух игроков.
Mutants Unleashed вышла 18 октября 2024 года на платформах Nintendo Switch, PlayStation 4, PlayStation 5, Windows, Xbox One и Xbox Series X/S.

## Игровой процесс
Teenage Mutant Ninja Turtles: Mutants Unleashed — трёхмерная игра с видом от третьего лица в жанрах beat ’em up и платформер, сюжет которой разворачивается в городе Нью-Йорке. В кадре всегда находится игровой персонаж, которым является один из четырёх братьев-черепах, — Леонардо, Рафаэлем, Донателло и Микеланджело — у каждого из которых свой уникальный стиль игры. Помимо однопользовательского режима игра также поддерживает локальный кооперативный многопользовательский режим для двух игроков.

## Сюжет
Действие происходит вскоре после событий мультфильма «Черепашки-ниндзя: Погром мутантов» (2023). По сюжету черепахи, добившиеся признания среди людей и посещающие старшую школу, должны победить новую волну мутантов, устраивающих беспорядки на улицах Нью-Йорка.

## Продвижение и выход
Outright Games анонсировала игру в сентябре 2023 года. В марте 2024 года было объявлено название проекта и студии-разработчика — A Heartful of Games. Teenage Mutant Ninja Turtles: Mutants Unleashed вышла на платформах Nintendo Switch, PlayStation 4, PlayStation 5, Xbox One, Xbox Series X/S и Windows 18 октября 2024 года. Кроме того, к выпуску готовятся две специальные версии: делюкс-издание будет включать в себя эксклюзивный стилбук, значки, брелоки и артбук; в состав коллекционного издания войдут всё содержимое делюкс-издания, а также абонемент season pass, фигурка, плакат, светодиодная вывеска, коврик для мыши, блокнот, ручка, наклейки и коробка.

## Отзывы
| Сводный рейтинг       | Сводный рейтинг          |
| Агрегатор             | Оценка                   |
| --------------------- | ------------------------ |
| Metacritic            | 61/100 (NS) 66/100 (PS5) |
| «Критиканство»        | 50/100                   |
| Иноязычные издания    |                          |
| Издание               | Оценка                   |
| Nintendo Life         | 5/10                     |
| Nintendo World Report | 6/10                     |
| Русскоязычные издания |                          |
| Издание               | Оценка                   |
| StopGame.ru           | «Проходняк»              |

Согласно сайту-агрегатору Metacritic, Teenage Mutant Ninja Turtles: Mutants Unleashed получила «смешанные или средние отзывы».